# Caída de Nargothrond
La Caída de Nargothrond es un acontecimiento ficticio que tiene lugar dentro del legendarium creado por el escritor británico J. R. R. Tolkien y que es narrado en las novelas El Silmarillion y Los hijos de Húrin.

## Historia
Se empieza a gestar desde el año 488 de la Primera Edad del Sol cuando Túrin, hijo de Húrin llega al reino escondido de Nargothrond con Gwindor después de la muerte de Beleg, haciéndose llamar Agarwaen, hijo de Úmarth (que significa Manchado de Sangre, hijo del Desdichado Destino).
Túrin fue recibido en la ciudad élfica por consideración a Gwindor ya que él en antaño había sido señor de Nargothrond, antes de la Nírnaeth Arnoediad donde fue capturado.
El rey de Nargothrond en ese tiempo era Orodreth, padre de Finduilas y hermano de Finrod Felagund, quien aceptó a Túrin en su consejo debido a sus proezas y su habilidad en la guerra contra los Orcos. Este fue un gran error, porque a Túrin le desagradaba la forma de luchar de los Elfos de Nargothrond, siempre con sigilo y emboscadas, él pensaba que las pequeñas victorias no servirían de nada.
Pero con el tiempo Túrin se volvió el principal consejero del rey, así que en aquel tiempo los Elfos de Nargothrond abandonaron el secreto, y por consejo de Túrin se construyó un enorme puente sobre el río Narog para el fácil transporte del ejército.
Pero Finduilas, la hija del rey amaba en secreto a Túrin, a pesar de que amó a Gwindor antes de la Nírnaeth Arnoediad, pero al estar Gwindor encerrado en Angband y al haber perdido la mano izquierda al escapar, ahora lucía como un Hombre, viejo y cansado, y en cambio Túrin era joven y hermoso, tanto que era llamado por algunos Adanedhel, el Hombre Elfo, y por eso Gwindor estaba celoso pues se daba cuenta de que el amor de Finduilas era para Túrin y no para el. Entonces fue a donde Finduilas y le reveló la verdadera identidad de Túrin, entonces ella le dijo después a Túrin:

- Adanedhel, ¿porqué me ocultaste tu nombre? Si hubiera sabido quién eras no te habría honrado menos, pero habría comprendido mejor tu pena.
- ¿A qué te refieres? -preguntó él-. ¿Quién crees que soy?
- Túrin, hijo de Húrin Thalion, capitán del Norte.

Cinco años después de la llegada de Túrin dos mensajeros de los Puertos, Gelmir y Arminas, se presentaron ante el rey y le dijeron que la ciudad estaba en peligro, pero por consejo de Túrin, el rey desoyó esas palabras.
En otoño de ese año un gran ejército de Orcos dirigido por Glaurung, padre de los Dragones, atravesó la Planicie Guardada hacia Nargothrond y los guerreros de la ciudad les salieron al paso comandados por el rey y por Túrin en el campo de Tumhalad, en donde el rey Orodreth resultó muerto, así como Gwindor, quien antes de morir le dijo a Túrin que rescatara a Finduilas del enemigo. Pero al regresar a la ciudad, el enemigo ya había cruzado el Narog por el puente que él había ordenado construir y habían matado a todos al saquear la ciudad, pero capturaron a varias mujeres entre las que se encontraba Finduilas.
Entonces Glaurung hechizó a Túrin obligándolo a regresar a Dor-lómin en vez de ir en pos de Finduilas. Glaurung entonces expulsó a los Orcos que continuaban el saqueo, destruyó el puente, apiló los tesoros del reino, se posó sobre ellos y allí descansó.
- Datos: Q5759428